# ال
ال al-, 알, 앗, 안, 아르[*]는 아랍어의 정관사로, 명사 앞에 결합하여 뒤의 명사를 한정시키는 역할을 한다.

정관사 Al- 이 뒤의 단어와 결합된 형태. ALA-LC (또는 el-Baḥrēn), 바레인의 아랍어 표기.

예를 들여, 책을 의미하는 아랍어의 كتاب 키타분[*] 앞에 정관사가 붙게 되면, الكتاب 알키타부[*] 가 된다. 영어의 전치사 the로 번역 가능하다. 아랍어의 전치사 ال 은, 다른 어휘와 달리, 단독으로 표기될 수 없으며, 뒤에 오는 단어에 접두사 형태로 결합된다.
관사로 결합되는 ال은 뒤에 오는 단어의 성, 수, 격에 영향을 주지 않는다. 단, 발음에 관해서는 ال 뒤에 오는 단어의 첫글자의 종류에 따라 변화가 발생한다. 구체적으로는, ال 뒤에 해 문자(t, th, d, dh, r, z, s, sh, l, n 등)가 올 경우, [a-] 뒤의 발음이 단어의 첫자의 발음으로 바뀌어, 그 결과 같은 자음의 2중 발음으로 바뀐다. 한편, ال 뒤에 달 문자(태양 문자가 아닌 문자)가 올 경우, 글자의 발음 그대로 [al]로 발음된다. 어디까지나 발음의 변화 뿐이며, 문자의 표기는 변하지 않는다.
참고로, الله (신 →알라후)은 일반적인 신을 뜻하는 단어 إله 에 정관사가 붙은 형태이다.

해 문자(적색)과 달 문자(흑색)의 구분

## 해 문자와 달 문자
아랍 문자는 이 ال이 앞에 붙을 때 일어나는 발음의 변화에 따라 해 문자(حروف شمسية)와 달 문자(حروف قمرية)로 대별된다. 이러한 이름은 해 문자 중 ش으로 시작하는 해(شمسية)와 달 문자 중 ق로 시작하는 달(قمرية)에서 각각 유래한 것이다.

### 해 문자
해 문자는 앞에 ال이 붙으면 ل이 묵음화 하며 대신 해 문자 스스로가 상대적으로 강하게 발음된다.
- 예) شمسية(샴씨야(툰)) → الشمسية(앗샴씨야(투))

### 달 문자
달 문자는 앞에 ال이 붙어도 서로 간섭되지 않고 각자가 정상적으로 발음된다.
- 예) قمرية(까마리야(툰)) → القمرية(알까마리야(투))

## 같이 보기
- 불변화사